# Robert Metcalfe
Robert «Bob» Metcalfe (Brooklyn, Nueva York, 7 de abril de 1946) es un ingeniero eléctrico estadounidense, coinventor de Ethernet, fundador de 3Com, enunció la Ley de Metcalfe. Desde 2006 es miembro principal de la compañía de capital riesgo Polaris Venture Partners.
Metcalfe ha recibido varios premios, entre ellos la Medalla de Honor del IEEE y la Medalla Nacional de Tecnología e Innovación por su trabajo en el desarrollo de la tecnología Ethernet. En 2023, recibió el Premio Turing, la máxima distinción en informática. De 2011 a 2021, fue profesor de innovación y emprendimiento en la Universidad de Texas en Austin.

## Biografía
Desde pequeño tuvo un ávido interés por la tecnología, que de grande lo llevó a desarrollar el estándar de red más popular del mundo, Ethernet. También fundó la empresa 3Com y formuló la Ley de Metcalfe.
Metcalfe hizo sus estudios de grado en el Instituto Tecnológico de Massachusetts (MIT), donde se graduó en 1969 con los títulos de Bachiller en Ingeniería Eléctrica y de Administración de Negocios (este último por la Sloan School of Management del MIT). Solo un año después, obtuvo la maestría en Matemáticas Aplicadas en la prestigiosa Universidad Harvard, para terminar sus estudios en 1973 doctorándose en Ciencias de la Computación con una tesis sobre conmutación de paquetes escrita mientras trabajaba en el Proyecto MAC del MIT.
Mientras finalizaba su doctorado, 1972, Metcalfe comenzó a trabajar para Xerox en el centro de desarrollo de Palo Alto (Xerox PARC), donde conoció a David R. Boggs. Metcalfe y Boggs inventaron lo que llegó a conocerse como Ethernet, la tecnología de área local que hoy se utiliza para conectar a millones de computadoras en todo el mundo.

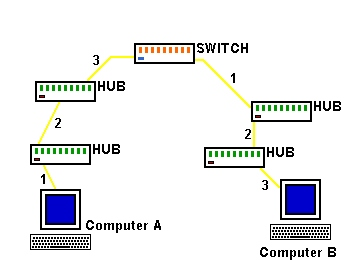
Esquema de una red válida ethernet

Mientras realizaba su doctorado en informática, Metcalfe aceptó un trabajo en el Proyecto MAC del MIT después de que Harvard le denegara el permiso para conectar la universidad a la entonces nueva ARPAnet. En MAC, Metcalfe se encargó de construir parte del hardware que enlazaría los miniordenadores del MIT con ARPAnet. Metcalfe hizo de ARPAnet el tema de su tesis doctoral, pero Harvard lo rechazó inicialmente. Metcalfe decidió cómo mejorar su tesis mientras trabajaba en Xerox PARC, donde leyó un artículo sobre la red ALOHA en la Universidad de Hawái. Identificó y corrigió algunos errores del modelo AlohaNet y añadió ese trabajo a su tesis revisada. Fue aceptada por Harvard, que le concedió el doctorado.
Metcalfe trabajaba en PARC en 1973 cuando inventó, junto con David Boggs, Ethernet, inicialmente como estándar para conectar ordenadores a corta distancia. Más tarde recordó que Ethernet nació el 22 de mayo de 1973, día en que hizo circular un memorándum titulado «Alto Ethernet» que contenía un esquema aproximado de cómo funcionaría. «Esa es la primera vez que Ethernet aparece como palabra, al igual que la idea de utilizar coaxial como éter, donde las estaciones participantes, como en AlohaNet o ARPAnet, inyectarían sus paquetes de datos, viajarían a megabits por segundo, habría colisiones, y retransmisiones, y retrocesos», explicó Metcalfe. Boggs argumentó que otra fecha fue el nacimiento de Ethernet: El 11 de noviembre de 1973, el primer día en que el sistema funcionó realmente.
En 1979, Metcalfe abandonó Xerox para fundar 3Com en Santa Clara (California). Desde 3Com, Metcalfe trabajó para promover la conectividad entre PC utilizando la tecnología Ethernet. A pesar de no lograr la participación de IBM, Metcalfe logró el apoyo de DEC, Xerox e Intel, y logró imponer Ethernet como el estándar más popular en conectividad de redes LAN.
En 1980 recibió el Premio Grace Murray Hopper de la Association for Computing Machinery por su trabajo en el desarrollo de redes locales, específicamente Ethernet.
En 1990 abandonó 3Com tras una disputa con la junta directiva. Durante ese tiempo logró que su empresa se convirtiese en una de las empresas que aparecen en la lista de Fortune 500 y un referente en el área de conectividad.
Todavía, hoy, Metcalfe sigue presente en el mercado informático, tanto con sus ensayos como con sus charlas, sobre todo para Pop!Tech, una conferencia ejecutiva de tecnología cofundada por él en 1997.
Se puede decir también que en 1993 empezó una nueva aventura financiera como miembro principal de la empresa Polaris Venture Partners.
En noviembre de 2010, Metcalfe fue seleccionado para dirigir las iniciativas de innovación en la Escuela de Ingeniería Cockrell de la Universidad de Texas en Austin. Comenzó su nombramiento en enero de 2011.
Metcalfe fue uno de los principales oradores en el Congress of Future Science and Technology Leaders (Congreso de Futuros Líderes de la Ciencia y la Tecnología) de 2016 y en 2019 presentó la Conferencia Conmemorativa Bernard Price en Sudáfrica.

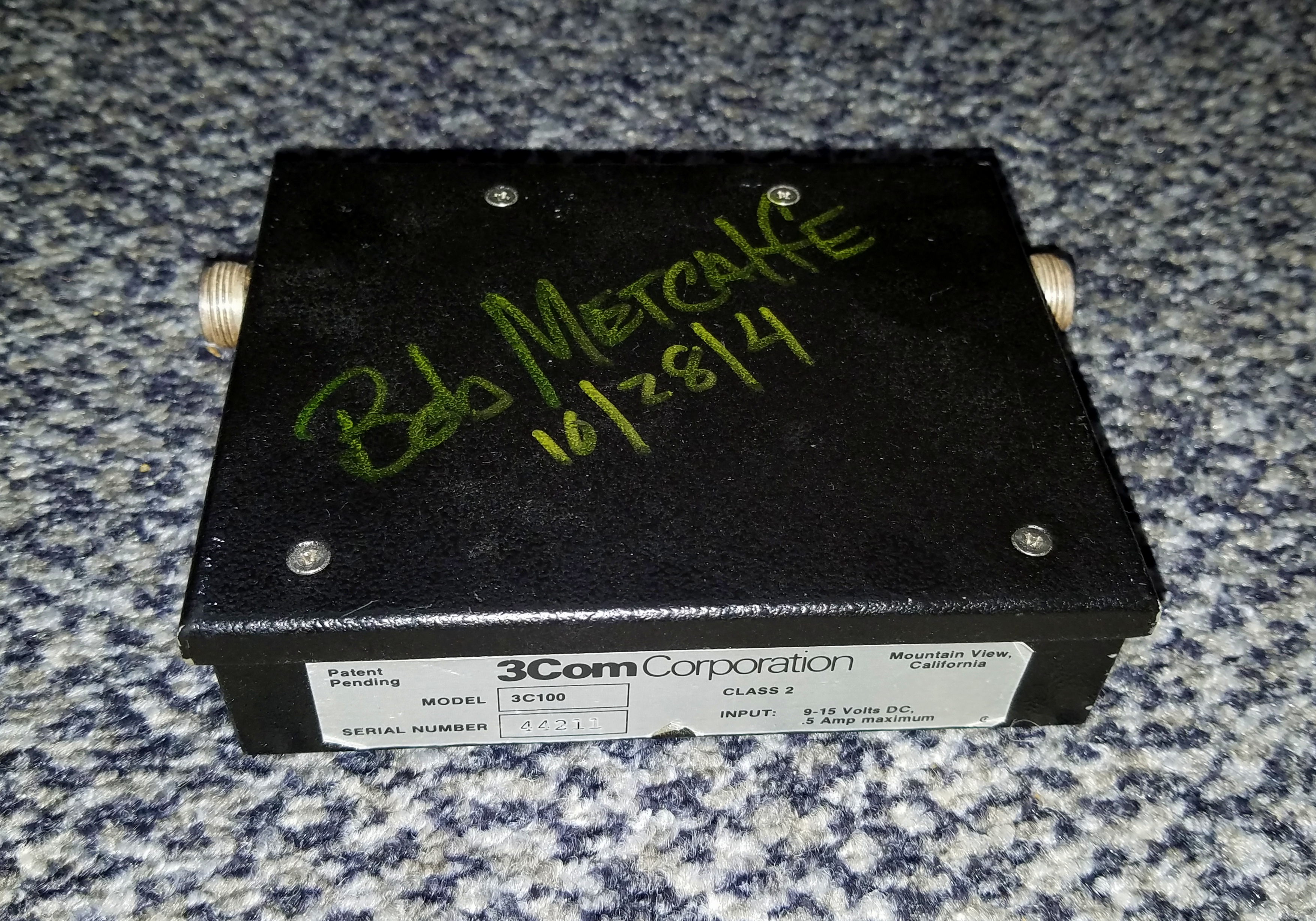
Unos de los primeros conectores ethernet, firmado por Metcalfe.

## Galardones y reconocimientos
En 1996, Metcalfe recibió la Medalla de Honor del Institute of Electrical and Electronics Engineers de EE. UU. (IEEE) por su «liderazgo ejemplar y sostenido en el desarrollo, estandarización y comercialización de Ethernet».
En 1997, fue elegido miembro de la Academia Nacional de Ingeniería por el desarrollo de Ethernet.
Metcalfe recibió la National Medal of Technology de President Bush en la Casa Blanca en una ceremonia del 14 de marzo de 2003, «por liderar la invención, estandarización y comercialización de Ethernet», habiendo sido seleccionador para este homenaje en 2003.
En mayo de 2007, Metcalfe, junto con otras 17 personas más, fue incluido en el Salón de la fama de inventores nacionales (National Inventors Hall of Fame)  en Akron, Ohio, por su trabajo con la tecnología Ethernet.
En octubre de 2008, Metcalfe recibió el premio Fellow Award del Computer History Museum «por sus contribuciones fundamentales a la invención, estandarización y comercialización de Ethernet».
En 2022 fue galardonado con el Premio Turing.

## Predicciones fallidas
Fuera de sus numerosos logros, Bob Metcalfe es también conocido por sus numerosas predicciones fallidas.
La más famosa fue en 1995, cuando Metcalfe afirmó que Internet sufriría un catastrófico colapso en los años siguientes. Tras decir esto, prometió comerse sus palabras si esto no fuera así. Solo dos años después, durante su discurso en 1997 en la Sexta conferencia internacional de la World Wide Web enseñó una copia de la columna de la noticia donde estaba su predicción, y tras mezclarla con un líquido literalmente se la comió delante de todos.Un asistente a aquel evento añade una nota teatral adicional y cuenta que Metcalfe había preparado para la ocasión un gran pastel con la forma de las palabras que había prometido comerse, pero su audiencia protestó y Metcalfe terminó comiéndose literalmente la copia en papel de la columna.
Pero Metcalfe no cuenta en su haber solo con una predicción fallida.
Ya en 1993, había predicho que las redes inalámbricas se extinguirían a mediados de la década de 1990:

Después de que la burbuja de los móviles inalámbricos estalle este año, volveremos a ensartar fibras... los baños siguen siendo predominantemente de cañerías. Más o menos por la misma razón, los ordenadores seguirán conectados por cable.
Metcalfe, agosto de 1993.

El año 1999 volvió a hacer una predicción arriesgada, a pesar de que durante un evento en el que habló sobre predicciones en la Octava Conferencia Internacional de la World Wide Web, un participante le había preguntado: «¿Cuál es la apuesta?» y Metcalfe prudentemente dijo que esta vez no había apuesta, ya que no estaba dispuesto a «comerse otra columna».
Sin embargo, a las pocas semanas, volvería a arriesgarse. Sería en la revista Infoworld, donde Metcalfe escribió una columna en la que criticaba duramente al software de código abierto y a Linux, prediciendo que este último sería arrasado después de que Microsoft lanzara Windows 2000:

La ideología del movimiento de código abierto es una utopía [... que] me recuerda al comunismo. [...] Linux [es como] un software orgánico cultivado en la utopía por espiritistas [...] Cuando llevan la fruta orgánica al mercado, se paga un extra por las manzanas pequeñas con llagas abiertas - el Movimiento de las Llagas Abiertas. Cuando llegue [Windows 2000], adiós Linux.
Metcalfe, junio de 1999.

Solo dos semanas más tarde se retractó cuando la misma revista escribió lo siguiente:

Me avergüenzo de mí mismo por no haber resistido la tentación de lanzar golpes bajos en mi columna... No debería haber avivado el fuego bromeando sobre la iniciativa de Código Abierto.
Metcalfe, julio de 1999.

Otra predicción polémica fue cuando en 2006 predijo que Windows y Linux no serían capaces de manejar el vídeo:

Bob Metcalfe concedió recientemente una entrevista televisiva en la que afirmó que los sistemas operativos actuales (Windows y Linux) son cacharros anticuados que no serán capaces de manejar adecuadamente la llegada del «internet del vídeo» y sugiere que es necesario desarrollar nuevos sistemas operativos para que se impongan en unos años.
Metcalfe, enero de 2006.

## Publicaciones
- «Packet Communication», MIT Project MAC Technical Report MAC TR-114, diciembre de 1973 (Una versión refundida de Metcalfe de la disertación de Harvard).http://publications.csail.mit.edu/lcs/pubs/pdf/MIT-LCS-TR-114.pdf (en inglés)
- «Zen and the Art of Selling», Technology Review, May/June 1992[23]